# Krueng Lingka Barat
Krueng Lingka Barat is een bestuurslaag in het regentschap Aceh Utara van de provincie Atjeh, Indonesië. Krueng Lingka Barat telt 719 inwoners (volkstelling 2010).